# Pleopeltis bradei
Pleopeltis bradei é uma espécie de planta do gênero Pleopeltis e da família Polypodiaceae. 

## Taxonomia
A espécie foi descrita em 2009 por Alexandre Salino. 
O seguinte sinônimo já foi catalogado:  
- Polypodium bradei  de la Sota

## Forma de vida
É uma espécie rupícola e herbácea. 

## Descrição
Planta rupícola. Caule reptante com escamas castanho-escuras, deltoide a lanceoladas com ápice acuminado e margem denteada. Ela tem folhas com com cerca de 33cm de comprimento, pinada. Possui pecíolo longo com escamas castanho-escuras, deltoide a lanceoladas com
ápice acuminado e margem denteada. Lâmina ovado-lanceolada com base gradualmente reduzida. Raque escamosa, escamas com base orbicular profundamente denteada, e ápice acuminado a capilar com dentes esparsos. Pinas com 32 pares com aurícula e aeróforo, linear-lanceolada com ápice arredondado a acuminado, margem verde e inteira. Face adaxial com escamas esparsas, com base orbicular profundamente denteada, e ápice acuminado a capilar com dentes esparsos. Face abaxial densamente escamosa, escamas com base orbicular profundamente denteada,
e ápice acuminado a capilar com dentes esparsos. Soros com 12 pares superficiais e medianos.  
| Caule                   | Caule               |
| ----------------------- | ------------------- |
| tipo reptante           | curto               |
| indumento escama tipo   | não clatrada        |
| indumento escama cor    | concolor            |
| indumento escama forma  | deltoide/lanceolada |
| indumento escama ápice  | acuminado           |
| indumento escama margem | denteada            |
| Folha                   |                     |
| divisão                 | pinatifida/pinada   |
| peciolada               | pecíolo longo       |
| forma lâmina            | lanceolada          |
| ápice lâmina            | pinatifida          |
| venação                 | areolada            |
| Tipo de esporângio      |                     |
| soro posição            | mediano             |
| soro forma              | arredondada         |

## Conservação
A espécie faz parte da Lista Vermelha das espécies ameaçadas do estado do Espírito Santo, no sudeste do Brasil. A lista foi publicada em 13 de junho de 2005 por intermédio do decreto estadual nº 1.499-R. 

## Distribuição
A espécie é encontrada no estado brasileiro de Espírito Santo. 
A espécie é encontrada no domínio fitogeográfico de Mata Atlântica, em regiões com vegetação de campos de altitude e vegetação sobre afloramentos rochosos.